# Aliona Moon
Aliona Muntenau, meglio nota con lo pseudonimo di Aliona Moon (Chișinău, 25 maggio 1989) è una cantante moldava.
È nota per esser stata selezionata per rappresentare la Moldavia all'Eurovision Song Contest 2013 di Malmö con la canzone O Mie (Un migliaio) composta da Pasha Parfeni. L'anno precedente aveva fatto da corista a Parfeny, in gara nella stessa manifestazione tenutasi a Baku.